# Монро (Луизиана)
Монро (англ. Monroe) — город и административный центр прихода Уошито, расположенный в американском штате Луизиана, на берегу реки Уошито.

## История
Город был основан в 1785 году французскими поселенцами на службе у испанского короля. Спустя шесть лет французы воздвигли на этом месте форт, выступавший в качестве торгового поста. 
В 1819 году город, носивший название «Прерье-де-Канот», был переименован в честь парохода «Джеймс Монро», ставшего первым прошедшим судном этого типа по близлежайшей реке Уошито. 
Во время гражданской войны Монро дважды становился местом боестолкновений войск Севера и Юга.

## География
Расположенный в северо-восточной части Луизианы, Монро является центром столичного статистического района Монро. Это приходской центр округа Уошито и экономический и культурный центр северо-восточной Луизианы. Монро находится на высоте 72 фута (21,9 метра) над уровнем моря. 
По данным Бюро переписи населения США, общая площадь города составляет 31,6 квадратных миль (83,9 км2), из которых 28,7 квадратных миль (74,3 км2) занимает суша, а 3,7 квадратных миль (9,6 км2) — вода. Общая площадь водной поверхности составляет 11,46 %.